# Hemyda huttoni
Hemyda huttoni là một loài ruồi trong họ Tachinidae.